# Kisbér
Kisbér – miasto na Węgrzech, w komitacie Komárom-Esztergom, siedziba władz powiatu Kisbér.

## Historia
Pierwsza wzmianka o tej miejscowości pochodzi z roku 1277.

## Miasta partnerskie
- Câmpia Turzii
- Kolárovo